# Altsorgefeld
Altsorgefeld ist ein Gemeindeteil des Ortsteils Kemlitz in der Stadt Dahme/Mark im Landkreis Teltow-Fläming in Brandenburg.

## Geschichte
Altsorgefeld wurde im 18. Jahrhundert von der Herrschaft Lebusa als Vorwerk gegründet. Der historische Ortskern umfasste elf Gehöfte, ein Gasthaus, die Dorfschule und das Landhaus Simson.
Nach dem Wiener Kongress gehörte die vormals kurfürstlich-sächsische Herrschaft Lebusa und damit auch Altsorgenfeld zum Königreich Preußen.
Als eigenständige Gemeinde gehörte Altsorgefeld bis 1950 zum Landkreis Schweinitz. Das zuständige Amtsgericht befand sich in Schlieben, das zuständige Finanzamt in Herzberg an der Elster und das nächste Postamt in Hohenbucko. Im Jahr 1925 zählte der Ort noch 44 Einwohner, im Jahr 1933 bereits 66 Einw., bis zum Kriegsende stieg die Zahl der Einwohner auf 117 an. Unter der sowjetischen Nachkriegsverwaltung wurde die Ortschaft am 1. Juli 1950 dem Landkreis Luckau zugeordnet und mit der Gründung der DDR dem neugeformten Kreis Luckau im Bezirk Cottbus. Im Juli 1961 wurde Altsorgefeld nach Kemlitz eingemeindet. Seit dem 6. Dezember 1993 gehörte Altsorgefeld als Ortsteil von Kemlitz zum Landkreis Teltow-Fläming. Seit der Eingemeindung von Kemlitz nach Dahme/Mark am 31. Dezember 2001 ist Altsorgefeld ein Gemeindeteil des Ortsteils Kemlitz.

## Geografie
Altsorgefeld liegt in der Rochauer Heide in einem eiszeitlichen Elbarmtal, westlich zum Niederlausitzer Grenzwall und östlich zum Niederen Fläming.